# Ройз-Сіті (Техас)
Ройз-Сіті (англ. Royse City) — місто (англ. city) в США, в округах Рокволл, Коллін і Гант штату Техас. Населення — 13 508 осіб (2020).

## Географія
Ройз-Сіті розташований за координатами 32°58′36″ пн. ш. 96°19′19″ зх. д. / 32.97667° пн. ш. 96.32194° зх. д. (32.976587, -96.322065).  За даними Бюро перепису населення США в 2010 році місто мало площу 39,18 км², з яких 38,89 км² — суходіл та 0,29 км² — водойми. В 2017 році площа становила 44,34 км², з яких 44,00 км² — суходіл та 0,34 км² — водойми.

## Демографія
Згідно з переписом 2010 року, у місті мешкало 9349 осіб у 3077 домогосподарствах у складі 2484 родин. Густота населення становила 239 осіб/км².  Було 3265 помешкань (83/км²).
Расовий склад населення:
| - 81,0 % — білих - 8,3 % — чорних або афроамериканців - 1,1 % — азіатів - 0,8 % — корінних американців - 0,1 % — вихідців з тихоокеанських островів - 6,2 % — осіб інших рас |

До двох чи більше рас належало 2,5 %. Частка іспаномовних становила 18,8 % від усіх жителів.
За віковим діапазоном населення розподілялося таким чином: 33,4 % — особи молодші 18 років, 60,3 % — особи у віці 18—64 років, 6,3 % — особи у віці 65 років та старші. Медіана віку мешканця становила 30,1 року. На 100 осіб жіночої статі у місті припадало 94,0 чоловіків;  на 100 жінок у віці від 18 років та старших — 90,2 чоловіків також старших 18 років.
Середній дохід на одне домашнє господарство  становив 81 636 доларів США (медіана — 75 625), а середній дохід на одну сім'ю — 82 046 доларів (медіана — 80 145). Медіана доходів становила 48 875 доларів для чоловіків та 41 250 доларів для жінок. За межею бідності перебувало 7,3 % осіб, у тому числі 11,0 % дітей у віці до 18 років та 5,3 % осіб у віці 65 років та старших.
Цивільне працевлаштоване населення становило 4621 особа. Основні галузі зайнятості: освіта, охорона здоров'я та соціальна допомога — 24,5 %, виробництво — 10,3 %, будівництво — 9,8 %.